# 千葉県道104号八日市場井戸野旭線
千葉県道104号八日市場井戸野旭線（ちばけんどう104ごう ようかいちばいどのあさひせん）は千葉県匝瑳市と旭市を結ぶ県道である。

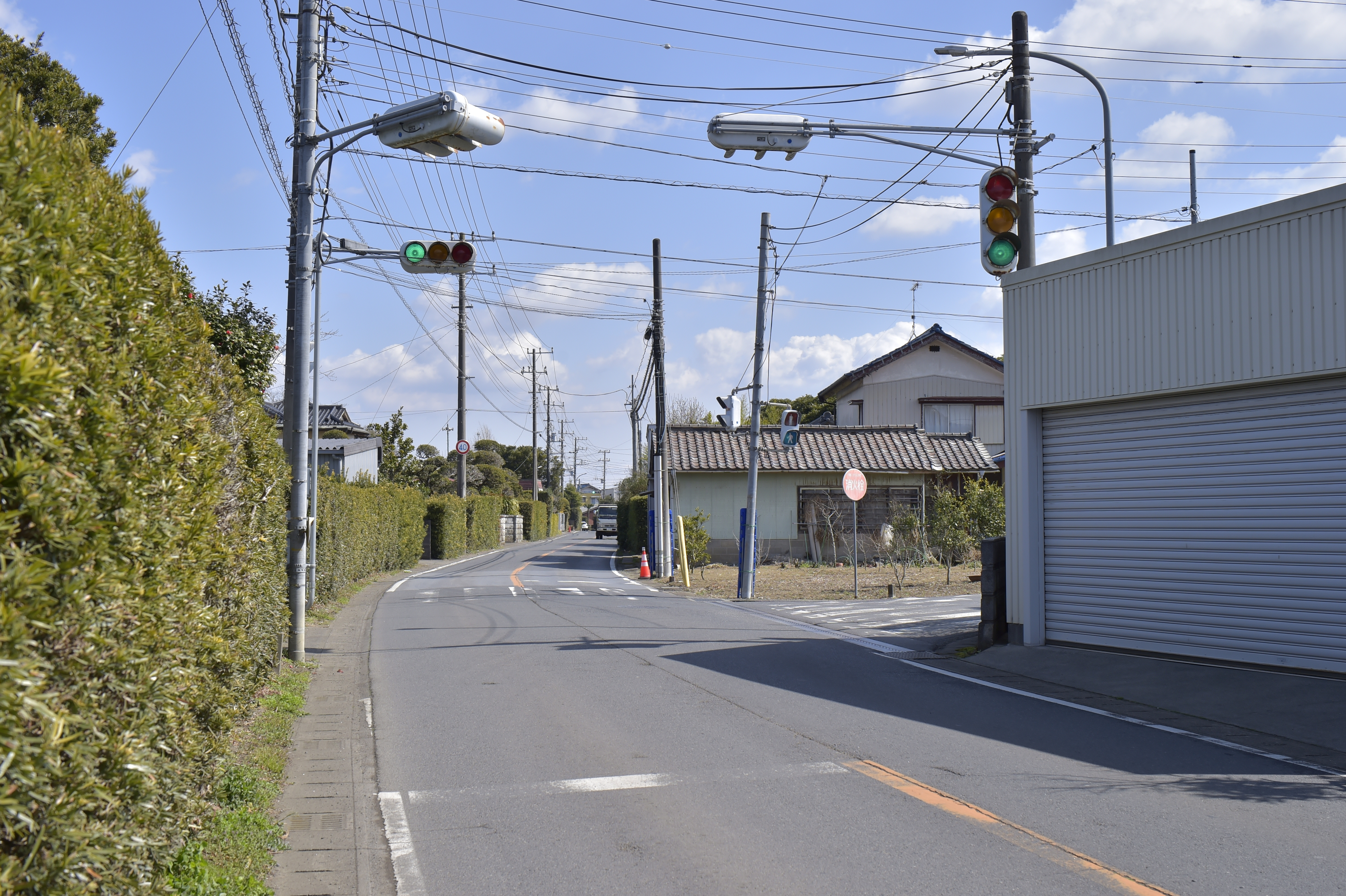
千葉県道104号八日市場井戸野旭線・匝瑳市東谷の県道299号交点付近（2023年3月）

## 概要
匝瑳市の国道126号との交差点を起点とし、すぐにJR総武本線を跨ぐ陸橋を渡り、2kmほど進み、八日市場工業団地付近の信号のある十字路を左折する。更に2kmほど進むと信号付きの複雑な交差点があり、ここで千葉県道299号平和共興線と交差する。あとは道なりに進むと旭市に入り、最終的に千葉県道35号旭停車場線と千葉県道71号銚子旭線との交差点（東総文化会館北側交差点）があり、ここが終点となっている。

## 路線状況

### 通称
- えびす道路
  - 匝瑳市八日市場ハ - 匝瑳市平木(セブンイレブンのある十字路)
- 勝又道路（匝瑳市平木側は市道として西へ延びている。）
  - 匝瑳市平木(セブンイレブンのある十字路) - 匝瑳市平和
- 地元では八銚線と呼ばれるときがある。

### 改良工事
匝瑳市平木の交差点（セブンイレブンのある十字路）は、かつては勝又道路側の線形が交差点を含めてつづらになっていて、えびす道路と交わる信号機のないT字路で、両者とも年々と交通量が多くなり、見通しが悪いために勝又道路の改良工事を行うことになった。工事内容としては、道路の拡張や歩道の整備、右折レーンの新設など大規模な工事が施された。改良工事が終わっても、南側（工業団地側）の道路が開通していなかったために、ガードレールで塞いであり、T字路でまだ信号機は設置されていなかった。南側の道路が開通したのは2005年（平成17年）11月4日で、それと同時に信号機も設置された。開通するまでえびす道路からみどり平工業団地へのアクセスは(特に大型車両)、勝又道路とのT字路を右折してから県道48号を経由する方法しか事実上無かったので(開通していなかった当時、他の道路は大型貨物進入禁止の標識や狭い道路が多いため)、この道路の開通によって、えびす道路から直進して行けるようになった。また、えびす道路から野栄方面へと向かうには交差点を直進をして、次の信号機(工業団地内)を右折して1つ目の信号機を左折すれば抜け道として利用できる。

### 旧県道104号
国道126号（千葉県匝瑳市上谷中）信号なし、踏切付き・旧起点。千葉県道104号（千葉県匝瑳市平和）本線と合流・信号なし。現在もその名残があり、改良されないまま現在に至る。この起点から東総文化会館北側交差点（さらに千葉県道71号銚子旭線へ続く）まで、この路線を含めて国道126号線となっていた。

## 地理

### 交差する道路
- 国道126号（匝瑳市八日市場ハ）※ガストとマツモトキヨシのある交差点
- 本線（匝瑳市平木）※みどり平工業団地北側でセブンイレブンの十字路
- 旧千葉県道104号（匝瑳市平木）旧道と合流・信号なし
- 千葉県道299号平和共興線（匝瑳市平木）
- 千葉県道105号干潟停車場豊畑線（旭市泉川）
- 千葉県道35号旭停車場線・千葉県道71号銚子旭線（旭市ハ・東総文化会館北側交差点）